# Belvárdgyula
Belvárdgyula es un pueblo ubicado en el distrito de Bóly, en el condado de Baranya, Hungría.

## Superficie
Posee una superficie de 17,23 kilómetros cuadrados.

## Demografía
Hasta 2019 la población era de 365 habitantes, con una densidad de población de 21,18 habitantes por kilómetro cuadrado.